# Thaddeus Golas

Thaddeus Golas

Thaddeus Golas (* 15. Juni 1924 in Paterson, New Jersey; † 16. April 1997 in Sarasota, Florida; vollständiger Name Thaddeus Stanley Golas) war ein amerikanischer Autor. Besondere Bekanntheit erreichte er mit dem Bestseller „The Lazy Man's Guide to Enlightenment“ (dt. „Der Erleuchtung ist es egal, wie du sie erlangst“).

## Leben
Thaddeus Golas wurde am 15. Juni 1924 als jüngstes von fünf Kindern geboren. Beide Eltern waren polnischer Abstammung. Im Alter von 4 Jahren starb sein Vater, 6 Jahre später heiratete seine Mutter erneut, jedoch starb auch sein Stiefvater bald an Tuberkulose.
Nach seinem Kriegsdienst von 1942 bis 1944 studierte Golas an der Columbia University (New York) unter anderem bei Jacques Barzun Literatur und Kulturwissenschaften. Danach arbeitete er als Korrektor und Herausgeber bei mehreren Verlagen in den USA. 1972 veröffentlichte er den Bestseller „The Lazy Man's Guide to Enlightenment“ (dt. „Der Erleuchtung ist es egal, wie du sie erlangst“), ein Buch über Spiritualität und Bewusstsein, das in der New-Age-Bewegung großen Anklang fand. Dabei benutzte Golas bevorzugt Metaphern aus der Physik und Kybernetik und stellt so eine Verbindung zwischen kosmischen Prozessen und deren Wechselwirkung mit dem menschlichen Bewusstsein her.